# Olivetti ET 121
Olivetti ET (Electronic Typing)  121 è una macchina per scrivere elettronica della Olivetti, nata nel 1980 dal progetto di Filippo Demonte, Gianluigi Ponzano e Mario Bellini. È l'evoluzione della Olivetti ET 201.

## La macchina per scrivere
Come per la Olivetti ET 201 la mancanza iniziale di concorrenza fu una delle cause del grande successo di questa macchina, insieme al fatto che per la scrittura l'uso del computer, che pur cominciava a diffondersi, era troppo dispendioso, e all'uso semplice, nonché la sicurezza data dalla rete di distribuzione Olivetti.
Caratteristica innovativa della ET 121 è il fatto che possa essere collegata a un sistema di scrittura ETS, come l'Olivetti ETS 1000, così da poter essere usata sia come unità di input (tramite la tastiera) sia come output (stampa). 
Nella macchina è presente un sistema di stampa a margherita intercambiabile, e viene introdotto un display di visualizzazione con cui è possibile, grazie alla memoria presente, correggere le ultime 2 righe battute.
La versione italiana della macchina utilizza il layout QZERTY, anche se sono state prodotte versioni con disposizioni differenti di tasti a seconda della lingua.